# الکساندر یاکوولف
الکساندر یاکوولف (روسی: Алекса́ндр Никола́евич Я́ковлев؛ ۲ دسامبر ۱۹۲۳ – ۱۸ اکتبر ۲۰۰۵) (روسی: Алекса́ндр Никола́евич Я́ковлев؛ ۲ دسامبر ۱۹۲۳–۱۸ اکتبر ۲۰۰۵) با نام کامل الکساندر نیکولایویچ یاکولف سیاستمدار، دیپلمات و مورخ اهل [اتحاد جماهیر شوروی سوسیالیستی]] و روسی بود. او در طول دهه ۱۹۸۰ عضو دفتر سیاسی و دبیرخانه حزب کمونیست اتحاد جماهیر شوروی بود، وی «پدرخوانده گلاسنوست» نامیده می‌شد و نیروی فکری پشت برنامه اصلاحات گلاسنوست و پرسترویکا میخائیل گورباچف بود.
یاکولف در یک خانواده روستایی متولد شد. او در طول جنگ جهانی دوم به عنوان فرمانده جوخه یک تیپ تفنگداران دریایی خدمت کرد و پس از جنگ به عضویت حزب کمونیست اتحاد جماهیر شوروی درآمد. در زمان حکومت نیکیتا خروشچف، او قبل از استعفا برای تحصیل در خارج از کشور به عنوان بخشی از برنامه فولبرایت به عضویت کمیته مرکزی CPSU درآمد، و در سال ۱۹۶۰ بازگشت. در زمان لئونید برژنف او مسئول گروهی برای بازنویسی قانون اساسی اتحاد جماهیر شوروی در سال ۱۹۷۷ شد. او بعداً در پاسخ به مخالفت علنی خود با ناسیونالیسم قومی در اتحاد جماهیر شوروی، به سمت سفیر در کانادا تنزل یافت.
در اوایل دهه ۱۹۸۰، یاکولف به اتحاد جماهیر شوروی بازگشت و به یکی از حامیان برجسته اصلاحات پیشنهادی میخائیل گورباچف تبدیل شد. او  در زمان فعالیتش در زمینه اصلاحات، مورد حمله تندروهایی مانند الکساندر لبد و گنادی زیوگانف قرار گرفت و سرانجام دو روز قبل از کودتای شوروی در سال ۱۹۹۱ استعفا داد. در جریان تلاش برای کودتا، یاکولف حامی نیروهای طرفدار دموکراسی بود و از بوریس یلتسین حمایت کرد. وی بعداً به دلیل اقتدارگرایی ولادیمیر پوتین از مخالفان او  شد.
الکساندر یاکوولف در ۱۸ اکتبر ۲۰۰۵، در سن ۸۱ سالگی درگذشت.
وی همچنین برندهٔ جوایزی همچون نشان پرچم سرخ، نشان انقلاب اکتبر، پلیتبوروی کمیته مرکزی حزب کمونیست اتحاد شوروی، و نشان پرچم سرخ کار شده است.